# 普魯士的約阿希姆王子
约阿希姆·弗朗茨·赫伯特（德語：Joachim Franz Hubert，1890年12月17日—1920年7月18日），出生于波茨坦。普鲁士王子。是德意志皇帝兼普鲁士国王威廉二世与第一任妻子石勒苏益格-荷尔斯泰因-宗德堡-奥古斯滕公主奥古斯塔·维多莉亚的幼子。